# 엄대섭 (1921년)
엄대섭(嚴大燮, 1921년 1월 21일 ~ 2009년 2월 5일)은 한국도서관협회 초대 사무국장을 역임한 대한민국의 도서관 운동가로
농어촌마을 마을문고 설치 운동과 공공도서관 운동을 이끌었다. 호는 간송(澗松)이다.

## 생애
그는 1921년 1월 21일 경남 울주군의 빈한한 가정에서 소작농의 장남으로 태어나, 8세 때 부모를 따라 일본으로 이주하였다. 공사장의 인부로 일하던 부친이 교통사고로 불구가 되어, 불과 14세의 어린 나이에 동생들까지 책임져야 했다. 그는 두부장수, 세탁소 점원, 방직공장 직공 등 험한 일을 하면서 일본에서 고등학교를 마쳤다.
1950년 여름 부산의 고서점에서 '도서관의 운영과 실제'라는 오래된 일본책을 발견하게 되었는데, 이 책이 그의 삶의 방향을 결정적으로 바꾸게 되는 계기가 되었다. 그는 1951년에 자신이 갖고 있던 3천여 권의 책으로 울산에서 사립 무료도서관을 열었고, 농민들에게 책을 읽게 하고자 당시 전쟁의 부산물인 탄환상자를 이용하여 50개의 순회문고를 만들었는데, 이것이 마을문고의 불씨가 되었다. 1955년 한국도서관협회 사무국장이 되어 농어촌 책보내기 운동을 전개하였다. 1961년 초에 '마을문고보급회'라는 단체를 설립하여 마을단위의 소규모 독서시설 설치 운동을 시작하였다.
1961년 첫 해에 26개였던 마을문고는 1968년에 1만 개, 1971년에 2만 개를 넘어서고, 1974년에 3만개를 돌파하였다. 이러한 성과를 바탕으로 그는 1980년에 막사이사이상 공공봉사 부문의 수상자로 선정되기도 했다. 마을문고는 1981년 새마을운동 조직에 흡수되어 새마을문고라는 명칭으로 변경되었고, 마을문고보급회는 새마을문고중앙회라는 조직으로 개칭되었다.
마을문고운동에서 물러난 그는 '대한도서관연구회'를 조직하여 공공도서관 입관료 폐지를 이끌어내는 등 공공도서관의 발전과 운영 개선을 촉진하는 운동을 펼쳤다.
건강 악화로 1989년 69세의 나이로 아들이 사는 미국으로 건너가 요양생활을 하다 2009년 로스앤젤레스에서 향년 89세를 일기로 작고했다.

## 약력
- 울산사립도서관 설립(1954)
- 경주시립도서관 설립 관장
- 한국도서관협회 설립 (1955) 조선도서관협회 후속
- 마을문고 창시자 (1961)
- 외솔상 수상 (1973)
- 대한도서관연구회장 (1983~ 1987)
  - 이동도서관(BOOK MOBILE) 도입(1983)
  - 공공도서관 개가제 운영 운동
  - 오늘의도서관 발행인 (1984-1987)
- 막사이사이상 수상 (1980. 사회봉사부문)
- 은관문화훈장 수훈 (2004)